# Tramwaje w Będzinie
Tramwaje w Będzinie – element systemu transportu tramwajowego Górnośląsko-Zagłębiowskiej Metropolii, funkcjonujący na terenie miasta Będzin od 1928 roku. Znajduje się jedna zajezdnia tramwajowa oraz dwie pętle tramwajowe. Sieć ma charakter koncentryczny na „Nerce”, z której biegną linie tramwajowe w czterech kierunkach.

## Historia

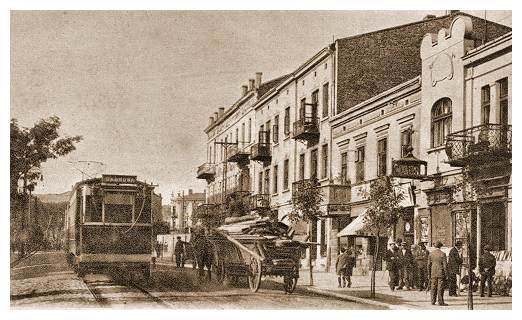
Tramwaj na ulicy Małachowskiego w okresie międzywojennym

Pierwsze plany budowy linii tramwajowej pojawiły się pod koniec XIX wieku kiedy spółka Ch. G. Schöna zamierzała w 1897 roku wybudować linię z Sosnowca przez Będzin do Dąbrowy Górniczej, która w założeniu miała połączyć jego fabryki rozsiane po różnych miejscach regionu Zagłębia Dąbrowskiego. W tym samym czasie podobne propozycje złożyli Stanisław Ciechanowski, fabrykant z Grodźca oraz Stanisław Weissblatt z Petersburga, który planował wybudowanie linii tramwaju parowego poprowadzoną z Sosnowca przez Będzin do Dąbrowy Górniczej. Dodatkowo Ciechanowski zaproponował budowę linii tramwajowej z Będzina do zakładów w Grodźcu i Wojkowicach. Z różnych względów żaden z tych pomysłów nie doczekał się realizacji. Dodatkowo wybuch I wojny światowej spowodował utrudnienia w realizacji projektów. Mimo tego podczas I wojny światowej niemieckie władze okupacyjne uwzględniały budowę linii tramwajowej, która połączyłaby Bytom z Będzinem przez Brzeziny Śląskie, Wojkowice i Grodziec. Budowy linii nie zrealizowano mimo wybudowania kilkuset metrowego fragmentu torów w Brzezinach Śląskich.
Dopiero po zakończeniu wojny warszawskie przedsiębiorstwo Siła i Światło wystąpiło do miast Zagłębia Dąbrowskiego oraz Starostwa Powiatowego w Będzinie z propozycją wybudowania normalnotorowej miejskiej kolei elektrycznej. Zezwolenie wydano w kwietniu 1919 roku, a już w czerwcu tego samego roku wytyczono trasy przyszłych linii tramwajowych. Ostatecznie projektu tego nie zrealizowano.
15 stycznia 1920 roku odbyło się posiedzenie rady miejskiej w Sosnowcu, gdzie uchwalono Komitet Organizacyjny Budowy Tramwajów w Zagłębiu, z udziałem przedstawicieli czterech miast: Będzina, Czeladzi, Dąbrowy Górniczej i Sosnowca oraz Starostwa Powiatowego w Będzinie. Po długich pertraktacjach 5 kwietnia 1922 roku sprawę sfinalizowano.
Decyzję o budowie tramwaju mającego połączyć Sosnowiec z Dąbrową Górniczą i Czeladzią z przebiegiem przez Będzin podjęto ustawą z dnia 14 października 1921 roku, kiedy udzielono koncesji spółce Tramwaje Elektryczne. Zarządzeniem prezydenta Rzeczypospolitej Polskiej 13 kwietnia 1926 roku rozpoczęto wywłaszczanie gruntów pod budowę linii tramwajowej. W połowie tego samego roku rozpoczęto prace ziemne przy budowie zajezdni tramwajowej, którą ukończono w 1927 roku. Otwarcie linii tramwajowej w Będzinie nastąpiło w 18 stycznia 1928 roku, 11 lutego tego samego roku uruchomiono odcinek Będzin – Dąbrowa Górnicza Kościół, a 27 stycznia 1929 roku uruchomiono odcinek z Będzina do Czeladzi.

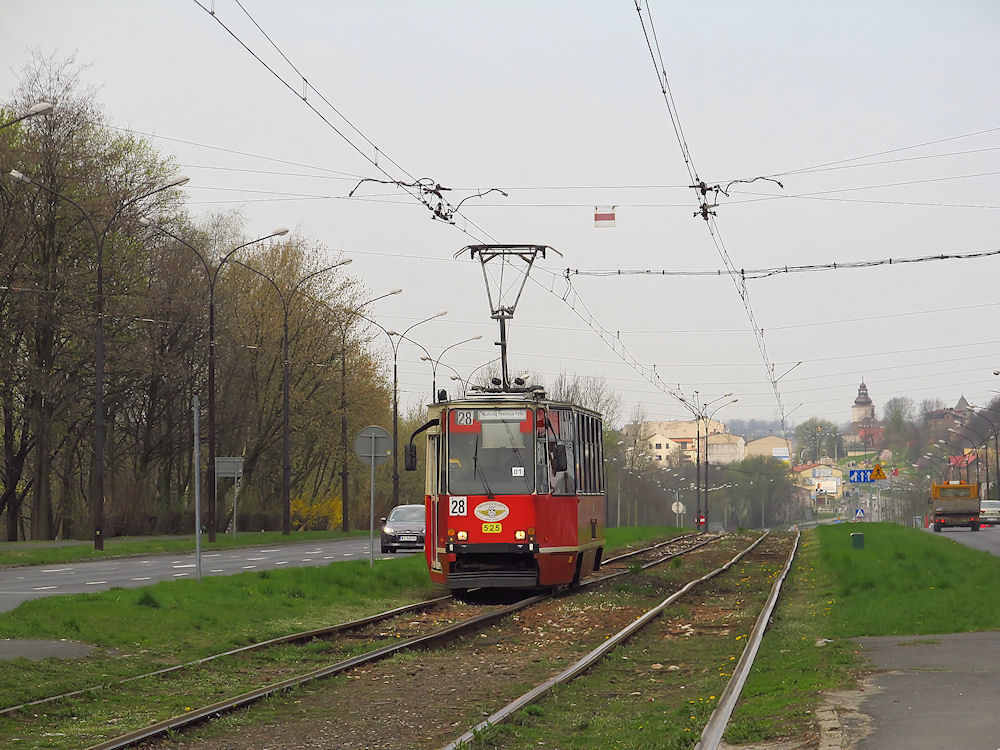
105Na w dzielnicy Koszelew na ulicy Kołłątaja (2015)

W okresie II wojny światowej nad tramwajami w regionie górnośląsko-dąbrowskim ustanowiono przymusowy zarząd niemiecki. Po II wojnie światowej, w lipcu 1945 roku sieć tramwajową w regionie przejęła spółka Koleje Elektryczne Zagłębia Śląsko-Dąbrowskiego pod przymusowym zarządem Ministerstwa Komunikacji.
W 1949 roku powrócono do koncepcji budowy linii tramwajowej do Wojkowic przez Grodziec. W tym celu prezydium rady narodowej przekazał bezpłatnie grunty pod budowę linii tramwajowej, która miała na początku łączyć ówczesne miasto Grodziec. Prace nad budową linii do Grodźca rozpoczęto w kwietniu 1950 roku w ramach których przy budowie pracowali mieszkańcy miasta. Połączenia tramwajowe do Grodźca uruchomiono 22 stycznia 1951 roku, a w 1955 roku rozpoczęto prace nad wydłużeniem linii tramwajowej do Wojkowic. Ich wykonawcą były Sosnowieckie Przemysłowe Zjednoczenie Budownictwa Miejskiego. 27 października 1957 roku odcinek z Grodźca do Wojkowic oddano do użytku, a na trasie tej kursowała linia 25.
Wkrótce potem w latach 1958–1964 przeprowadzono prace polegające na skorygowaniu w centrum miasta. Kolejne większe prace przeprowadzono 1975–1978 z Sosnowca do Dąbrowy Górniczej w ramach których wybudowano nowy dwutorowy odcinek na arterii drogowej poza Śródmieściem jednocześnie likwidując jednotorowe odcinki w centrum Będzina tracąc przy tym powiązania ze stacjami kolejowymi Będzin i Będzin Miasto. W 1977 roku oddano do użytku nową zajezdnię tramwajową na osiedlu Zamkowa Góra, a rok później zlikwidowano przedwojenną zajezdnię koło skrzyżowania Kołłątaja i Paryskiej.
Po rozpadzie WPK Katowice, w 1991 roku utworzono PKT Katowice, które funkcjonowało jako przedsiębiorstwo państwowe. W 2003 roku na skutek komercjalizacji przekształcono je w spółkę Tramwaje Śląskie. W maju tego samego roku akcje spółki przejął KZK GOP, który w grudniu 2008 roku przekazał je gminom. Miasto Będzin nie było natomiast zainteresowane posiadaniem akcji spółki.
W marcu 2006 roku zlikwidowano połączenia tramwajowe do Wojkowic. W czerwcu tego samego roku do Grodźca uruchomiono kursy zabytkowym tramwajem 4N, które odbywały się do grudnia tego samego roku. W listopadzie 2008 roku rozebrano linię tramwajową na Grodziec i Wojkowice.

## Charakterystyka

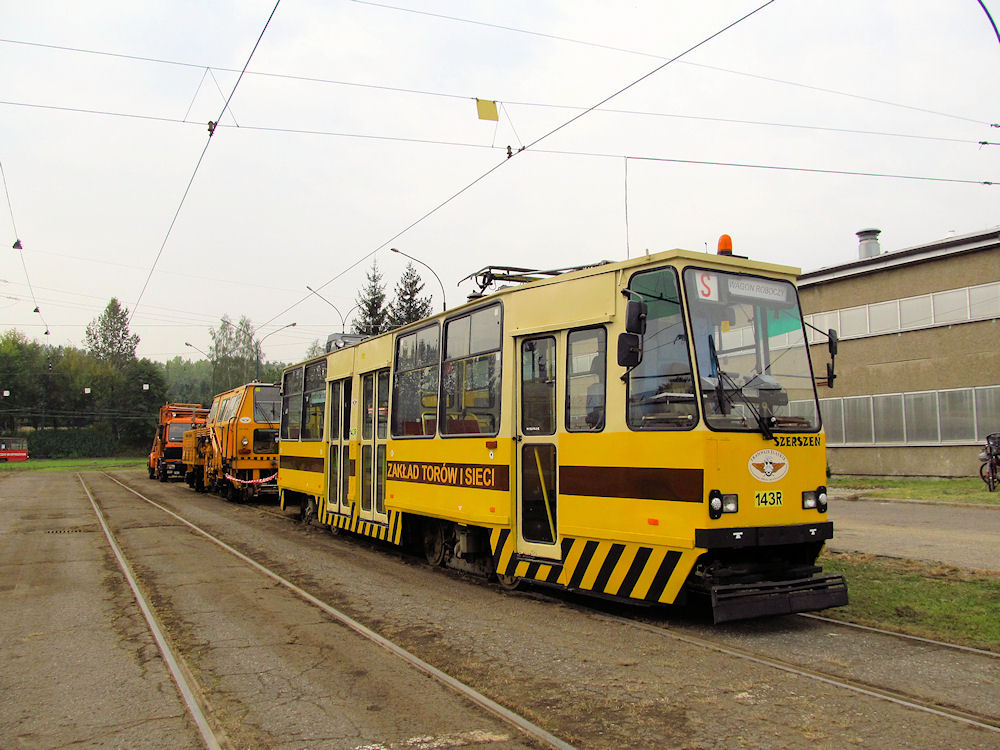
Wagon 105Na „Szerszeń” po przebudowie na pojazd techniczny stoi na zajezdni (2016)

Tramwaj jest jednym z dwóch rodzajów środków, na którym opiera się publiczny transport zbiorowy w Będzinie. Sieć ma charakter promienisty z koncentracją na pętli przy tzw. „Nerce”, skąd linie biegną w czterech kierunkach: na północ przez osiedle Zamkowe do zajezdni tramwajowej Będzin, wzdłuż alei H. Kołłątaja na wschód przez Stare Miasto do Dąbrowy Górniczej, na południe wzdłuż ulicy Małobądzkiej przez Małobądz do Sosnowca oraz na zachód wzdłuż ulicy Czeladzkiej przez osiedle Syberka do Czeladzi.
Długość toru pojedynczego na terenie Będzina w 2007 roku, w momencie kursowania ruchu na trasie Będzin Muzeum – Grodziec Kopalnia, wynosiła 7,392 km toru pojedynczego na odcinkach jednotorowych, 14,332 km toru pojedynczego na odcinkach dwutorowych oraz 8,295 km toru pojedynczego na terenie zajezdni. Udział odcinków jednotorowych w tym czasie wynosił 34%, a gęstość sieci (bez torów na terenie zajezdni) 0,62 km toru/km² powierzchni miasta. Znajdują się tu dwie pętle: Zajezdnia oraz Rondo Czeladzkie.
Tramwaje w Będzinie obsługiwane są przez spółkę akcyjną Tramwaje Śląskie na zlecenie Zarządu Transportu Metropolitalnego (ZTM). W 2008 roku udział Tramwajów Śląskich według liczby kursów odjeżdżających z przystanków na terenie miasta wynosił 25,96% – drugi największy po PKM Sosnowiec. W tym czasie w dni robocze na pięciu liniach na terenie Będzina kursowały pojedyncze wagony typu 105N/105Na, a na jednej obsługiwano podwójny tabor tego typu. W 2007 roku długość linii tramwajowych na terenie miasta wynosiła 17 km.
Przy ulicy Piastowskiej 29, na terenie zajezdni tramwajowej Będzin siedzibę ma Rejon nr 1 Będzin Tramwajów Śląskich.
Według stanu z 2022 roku w mieście funkcjonuje 30 przystanków tramwajowych.

## Linie tramwajowe
| Linia | Przystanek początkowy              | Przystanek końcowy                     | Miasta                              |
| ----- | ---------------------------------- | -------------------------------------- | ----------------------------------- |
| 21    | Sosnowiec Milowice Pętla           | Dąbrowa Górnicza Tworzeń Huta Katowic  | Sosnowiec, Będzin, Dąbrowa Górnicza |
| 22    | Czeladź Dworzec                    | Tworzeń Huta Katowice                  | Czeladź, Będzin, Dąbrowa Górnicza   |
| 27    | Sosnowiec Kazimierz Górniczy Pętla | Będzin Osiedle Zamkowe Pętla           | Sosnowiec, Będzin                   |
| 28    | Osiedle Zamkowe Pętla              | Dąbrowa Górnicza Tworzeń Huta Katowice | Będzin, Dąbrowa Górnicza            |